# 西尾出
西尾 出（にしお いずる、1924年（大正13年）10月14日 - 1992年（平成4年）5月12日）は、日本の実業家である。日本ナレッジインダストリ（現在のアイエックス・ナレッジ）の社長を務めた。

## 経歴・人物
東京府東京市（現在の東京都）世田谷区に生まれ、東京工業大学電気工学科に入学する。1949年（昭和24年）に卒業後は、第一物産（現在の三井物産）に入社しコンピューティングセンター室長代理を務めた。1967年（昭和42年）には三井情報開発取締役および常務を務め、1970年（昭和45年）から一年間業務部システム開発室長、1972年（昭和47年）には専務を歴任する。
その後独立し1979年（昭和54年）にはコンサルタントとしての活動を開始し、同年日本ナレッジインダストリを設立し同社の初代社長に就任した。また独立前の1962年（昭和37年）には東海大学経営工学科の講師を経て1972年に教授となり、応用科学研究所の所員等としても活動した。

## 著書
- 『EDPアプリケーション・ハンドブック』
- 『ニューメディア白書』
- 『日本の情報化社会』
- 『コンピュータ・ウォーズ』
- 『茶の間のコンピュータ』